# Tropidophis
Tropidophis är ett släkte av kräldjur som ingår i familjen Tropidophiidae.
Dessa ormar förekommer på västindiska öar samt i Sydamerika fram till Peru och till den brasilianska delstaten São Paulo. Kroppslängden varierar beroende på art mellan 30 centimeter och en meter. Arterna är aktiva på natten och de jagar ödlor, grodor, små gnagare och kanske andra små byten. Hos några släktmedlemmar har svansen en påfallande färg och det antas att den används för att förleda bytesdjuren. Individer som känner sig hotade avsöndrar blod från munnen, från näsborrarna och från sina ögonhålor. Bara snoken (Natrix natrix) har i underordningen ormar ett liknande beteende.

## Taxonomi
Arter enligt Catalogue of Life:
- Tropidophis battersbyi
- Tropidophis canus
- Tropidophis caymanensis
- Tropidophis celiae
- Tropidophis feicki
- Tropidophis fuscus
- Tropidophis greenwayi
- Tropidophis haetianus
- Tropidophis hendersoni
- Tropidophis maculatus
- Tropidophis melanurus
- Tropidophis morenoi
- Tropidophis nigriventris
- Tropidophis pardalis
- Tropidophis paucisquamis
- Tropidophis pilsbryi
- Tropidophis semicinctus
- Tropidophis spiritus
- Tropidophis taczanowskyi
- Tropidophis wrighti
- Tropidophis xanthogaster

The Reptile Database listar ytterligare 11 arter i släktet.